# Nangra nangra
Nangra nangra és una espècie de peix de la família dels sisòrids i de l'ordre dels siluriformes.
És un peix d'aigua dolça i de clima tropical. Es troba a Àsia: el Pakistan, l'Índia, Bangladesh i el Nepal.
Els mascles poden assolir 5,5 cm de longitud total. L'espècie té 35-37 vèrtebres.